# Mir-Pégase
Pégase war die Bezeichnung für eine französisch-russische Forschungsmission, bei der sich der französische Raumfahrer Léopold Eyharts knapp drei Wochen lang an Bord der russischen Raumstation Mir befand.

## Vorbereitung
Das Projekt Pégase (französisch für das Sternbild Pegasus) war die fünfte Mission, bei der die französische Raumfahrtbehörde CNES einen Raumfahrer zur Mir senden konnte.
Im Dezember 1996 wurde Léopold Eyharts als Besatzung für diesen Raumflug ausgewählt, sein Ersatzmann war Jean-Pierre Haigneré, der 1993 schon an der Mission Altair teilgenommen hatte. Am 12. Januar 1997 begaben Eyharts und Haigneré ins Juri-Gagarin-Kosmonautentrainingszentrum bei Moskau, um sich dort auf ihren Einsatz vorzubereiten.
Ursprünglich war der Start für den 5. August 1997 mit Sojus TM-26 geplant. Am 25. Juni 1997 wurde jedoch die Mir durch den unbemannten Frachter Progress M-34 gerammt und beschädigt. Das Modul Spektr war komplett unzugänglich, und die Energieversorgung der Station nicht komplett gewährleistet. Eyharts wurde aus der Mannschaft genommen, nicht nur, weil der wissenschaftliche Ablauf nicht wie geplant möglich war, sondern auch weil dadurch dringend benötigtes Reparaturmaterial zur Mir gebracht werden konnte. Eyharts Mission verzögerte sich damit um ein halbes Jahr.

## Wissenschaftliches Programm
Die Mission Pégase brachte keine grundsätzlich neuen Experimente zur Mir. Vielmehr wurden die Untersuchungen der letzten Mission Cassiopée weitergeführt und vertieft. Die Experimente wurden von der französischen Leitstelle CADMOS in Toulouse begleitet.

### Biowissenschaft
- PHYSIOLAB: Dieses Labor ermöglichte die Untersuchung des Blutkreislaufs vor, während und nach dem Raumflug.
- COGNILAB: Dies ist ein modulares Labor der Neurowissenschaften und Robotik zur Untersuchung des Nervensystems. Unter anderem wurde die visuelle Wahrnehmung und das Zeitgefühl mit und ohne Schwerkraft verglichen.
- FERTILE: Dieses Experiment zur Entwicklung von Rippenmolch-Embryonen wurde schon bei der vorherigen Mission Cassiopée begonnen.

### Materialwissenschaft
- ALICE 2 (Analyse des Liquides Critiques dans l’Espace – Analyse von kritischen Flüssigkeiten im Weltraum): wie bei den vorigen Missionen wieder hydrodynamische und thermische Untersuchungen von Flüssigkeiten in der Nähe des kritischen Punkts durchgeführt. Die Ergebnisse flossen unter anderem in die Konstruktion von Raketentanks ein.

### Technologie
- CASTOR: Dieses Gerät diente der Vorhersage und der Messung von Schwingungen großer Strukturen in der Schwerelosigkeit, zum Beispiel der Raumstation Mir selbst. Damit konnte die Effizienz von Dämpfern an bestimmten Stellen modelliert werden.

## Missionsverlauf
Der Raumflug begann am 29. Januar 1998 mit dem Start von Sojus TM-27. An Bord waren neben Eyharts noch die neue Mir-Besatzung: Kommandant Talghat Mussabajew und Bordingenieur Nikolai Budarin.
Zum Zeitpunkt des Starts war noch das amerikanische Space Shuttle Endeavour an die Mir angekoppelt, die im Rahmen des Shuttle-Mir-Programms den NASA-Astronauten David Wolf gegen Andrew Thomas ausgetauscht hatte. Es war im Gespräch gewesen, dass die Endeavour noch so lange angekoppelt bleibt, bis die neue Mannschaft an Bord kommt, was zu einer Besatzung von 13 Personen auf der Mir geführt hätte. Dies wurde jedoch von den Franzosen abgelehnt, weil es das Forschungsprogramm zu sehr behindert hätte. So koppelte die Endeavour etwa zu dem Zeitpunkt ab, als das neue Sojus-Raumschiff startete. Dennoch befanden sich 13 Personen gleichzeitig im All, was es zuvor nur ein einziges Mal im März 1995 gegeben hatte.
Am Folgetag, dem 30. Januar 1998, koppelte der unbemannte Frachter Progress M-37 vom Kwant-Modul der Mir ab, um Platz für Sojus TM-27 zu machen, das am 31. Januar automatisch anlegte. Der Frachter wurde für die nächsten Wochen in eine Parkposition gebracht.
An Bord der Mir befand sich außer dem NASA-Astronauten Thomas noch der Kommandant Anatoli Solowjow und der Bordingenieur Pawel Winogradow.
In den folgenden Tagen wurde das wissenschaftliche Programm abgearbeitet. Die meisten Ziele wurden erreicht, nur das Castor-Experiment litt unter dem Ausfall eines Rechners.
Am 19. Februar begab sich Eyharts mit der bisherigen Mannschaft Solowjow und Winogradow in das Raumschiff Sojus TM-26 und kehrte zur Erde zurück. Die Landung in Kasachstan erfolgte während eines Schneesturms, was die Bergungsarbeiten erschwerte.